# Golos
Golos (Голос) è un film del 1982 diretto da Il'ja Aleksandrovič Averbach.

## Trama
Il film racconta l'attrice malata Julija, che va in ospedale e lo lascia di nascosto per continuare a lavorare al doppiaggio del film.